# 小島透
小島 透（こじま とおる、1959年（昭和34年）- ）は、日本の法学者。専門は、刑事責任論・量刑論。愛知大学理事・元法学部長。

## 概要
エンジニアとしての勤務を経て法律の世界に転身するという、異色の経歴を持つ刑法学者。
岡山理科大学助教授、香川大学大学院准教授を経て2011年より愛知大学法学部教授。2015年より法学部長に就任した。

## 人物
元々は工学者。東京理科大学を卒業後、石川島播磨重工業株式会社（現在のIHI）に入社し、技術職として勤務。
1989年、石川島播磨重工業を退社し名古屋大学法学部に3年次編入学。その後、大学院に進学。
名古屋大学助手を経て、2001年より岡山理科大学工学部に着任。岡山理科大学では専門の刑法ではなく、法学や日本国憲法を担当。2007年より香川大学大学院に設置された香川大学・愛媛大学連合法務研究科に移籍。
この間、法務省の矯正研修所名古屋支所、岡崎女子短期大学、愛知教育大学、藤田保健衛生大学、岡山大学で非常勤講師を務める。
2011年より愛知大学法学部教授。刑法総論、刑法各論、刑事政策、刑事訴訟法などを担当する。2015年からは法学部長に就任。
なお、法学者となってからも元々の専攻（機械工学）の学術団体である日本機械学会には所属している。2014年の日本機械学会技術と社会部門の部門講演会（日本設計工学会との共催）は小島が実行委員長となり、愛知大学豊橋校舎で開催された。

## 略歴
- 1983年3月 - 東京理科大学理工学部機械工学科卒業。
- 1983年4月 - 石川島播磨重工業株式会社（現在のIHI）入社。
- 1989年4月 - 名古屋大学法学部法律学科3年次編入学。
- 1991年3月 - 名古屋大学法学部法律学科卒業。
- 1993年3月 - 名古屋大学大学院法学研究科博士前期課程修了。修士（法学）。
- 1997年3月 - 名古屋大学大学院法学研究科博士後期課程単位取得満期退学。
- 1997年4月 - 名古屋大学法学部助手。
- 2001年4月 - 岡山理科大学工学部講師。
- 2003年4月 - 岡山理科大学工学部助教授。
- 2007年4月 - 香川大学大学院香川大学・愛媛大学連合法務研究科（法科大学院）准教授。
- 2011年4月 - 愛知大学法学部教授。
- 2015年4月 - 愛知大学理事・法学部長。

## 所属学会
- 日本刑法学会
- 日本犯罪社会学会
- 日本被害者学会
- 日本機械学会

## 著書

### 共著
- （山口直也、上田信太郎〔編〕）『ケイスメソッド刑事訴訟法』（2007年／信山社）
- （ヴォルフガング・フリッシュ、岡上雅美、浅田和茂〔編〕）『量刑法の基本問題 量刑理論と量刑実務との対話』（2011年／成文堂）